# Hydrellia porphyrops
Hydrellia porphyrops är en tvåvingeart som beskrevs av Alexander Henry Haliday 1839. Hydrellia porphyrops ingår i släktet Hydrellia och familjen vattenflugor. Inga underarter finns listade i Catalogue of Life.